# 3035 Chambers
3035 Chambers è un asteroide della fascia principale. Scoperto nel 1924, presenta un'orbita caratterizzata da un semiasse maggiore pari a 2,6322867 UA e da un'eccentricità di 0,1340171, inclinata di 2,59243° rispetto all'eclittica.